# El Daein
El Daein (ook wel gespeld als Ad Du'ayn, Ad Da'en of Ed Da'ein) (Arabisch: الضعين) is een stad in het zuidwesten van Soedan. Zij ligt ongeveer 831 km van de hoofdstad Khartoem en heeft ongeveer 300.000 inwoners. El Daein is de hoofdstad van de in januari 2012 opgerichte staat Oost-Darfoer en ligt op de verbindingsroute tussen de regio Darfoer en Khartoem. Zij ligt 157,4 km van de stad Nyala in Zuid-Darfoer en 180,6 km van Al Mijlad in Zuid-Kordofan.

## Geschiedenis
El Daein werd gesticht door Barsham (Haskanet) bin Abd al-Hamid. De Rizeigat-stam, waartoe Madboo bin Ali bin Barsham behoorde, vestigde er zich in de achttiende en negentiende eeuw na Christus. De geschiedenis van de stad getuigt van botsingen met heersers en stammen van de naburige regio's, zoals de Fur in West-Soedan en de Dinka in Zuid-Soedan. Sultan Terab leidde in 1752-1787 na Christus een mislukte campagne tegen de Dinka. De laatste veldslagen van de sultans van de Fur tegen de Rizeigat waren de Ali Dinar-campagne in 1915. Rizeigat sloot zich aan bij de Mahdist-revolutie in Soedan en beloofde trouw aan de Mahdi op de berg Qadeer in 1882 na Christus. Hun leider Maddo nam deel aan de Shalali-strijd die de Mahdi leidde tegen de soldaten van de Turks-Egyptische heerschappij in de regio.

## Economie en vervoer
De stad is per spoor verbonden met Khartoem in het oosten en Nyala in het westen en is een centrum van lokale handel in tarwe, pinda's, gerst en vee. De stad wordt bediend door de luchthaven Ed Daein.